# Аймсгайм
Аймсгайм (нім. Eimsheim) — громада в Німеччині, розташована в землі Рейнланд-Пфальц. Входить до складу району Майнц-Бінген. Складова частина об'єднання громад Райн-Зельц.
Площа — 4,61 км2. Населення становить 534 ос. (станом на 31 грудня 2020).